# オフィス・オートメーション
オフィス・オートメーション（英: office automation）は、従来、紙の上で手作業で行っていた事務作業を、コンピュータ技術を利用して電子化するとともに一部の定型的作業を自動化することで、効率化すること。OA（オー・エー）と略される。
また、近年ではシステムだけではなく、人間周りの設備に対しても呼称され、結果、OAチェア、OAデスク等の商品も普及した。
アーロンチェアに代表されるOAチェアは、座れば良いというだけではなく、エルゴノミクスにも配慮している。結果、腰痛などの負担を軽減し、疲労を軽減する事で事務作業の効率を上げている。

## 概要
オフィス・オートメーションという発想は1970年代に、コンピュータ登場以降に次第に高度化する電子計算機の延長に据えられ、将来的にはホワイトカラーの働く職場は全て電子化され、ペーパーレス化が進むと言われていた。
この中では、手紙、電話、テレックスといった通信はオンライン化され金銭は電子マネー化された上でネットワーク上をやり取りされる物と信じられていた。
広義には、ファクシミリやコピー機などの電子機器（広義の情報機器）を用いて、紙による通信や複製を効率化することも含み、従来からある郵便よりも迅速に情報をやり取りして、業務の高速化・大容量化が期待された。
実際のオフィスオートメーションでは1980年代に、オフィスコンピュータの導入により業務を自動化、端末からデータを入力して、事務処理の一部をコンピュータに任せる事から始められ、記憶媒体の大容量化により、業務データを従来の帳簿からデータベースへと置き換えることで進んだ。また、書類作成などの面では、ワードプロセッサとプリンターが活躍し、これによって大量の書類を短時間で作成できるようになった。
なおオフィス環境の自動化は、現在でも様々な仕事を電子化・自動化することで進んではいるが、行政部門の電子化の遅れにより、むしろ盛んにOA化が提唱された1980年代初頭よりも、紙の使用量は増えている。この流れの中では、電子ペーパーのような軽量で扱いやすいディスプレイ装置も開発されているが、2006年現在ではまだ開発途上の域にある。
現在では、余り意識して「オフィス・オートメーション」と呼ばれることは無く、事務所といえばパソコンが普通にあるもの、LANが接続されているもの、インターネットを通じて情報をやり取りするものと言った具合に、1980年代に予測された以上の状態にある。このためオフィス・オートメーションは、僅かにOAフロアや「OA機器（情報機器と同義）」といった言葉に残るのみである。しかしそれでもペーパーレスは起こっておらず、依然として紙媒体の完全な置き換えは起こっていない。
マッキンゼー・アンド・カンパニーによると、ホワイトカラーの象徴といえる金融機関でも自動化が進む。事務職では60ある業務のうちファイル作成など65％がロボットに代替できる。ゴールドマン・サックスでは2000年に600人いたトレーダーが株式売買の自動化システムに置き換わり現在は数人に減った。著名投資家のジム・ロジャーズも「AIが進化すれば証券ブローカーなどの仕事は消える」と断言する。一方で意思決定や計画立案にかかわる仕事、想像力を働かせる仕事はロボットの苦手分野である。最高経営責任者（CEO）など経営幹部には63の業務があるが、ロボット化が可能なのは業務進捗表の作成など22％にとどまる。

## 今後の課題
現在、事務所での作業はパソコンを用いて書類を作成したり、または電子メールで情報をやり取りしたり、データベースを使って情報管理を行う形態が普通である。この中では、扱いやすいパッケージソフトウェア（オフィススイートなど）の普及にもより、業態によってはホワイトカラー労働者一人一人にパソコンが用いられている所も一般的である。書類も社内では電子データの形で回す所も多い。
しかし依然として行政の電子化は進まず、日本では電子申請も実質的に手続きの煩雑さを増したケースすら見られる（旅券申請などに顕著）。また印鑑が依然として認証手段として使われているなどの事情もあり、完全な電子化は行い難い部分がある。このため、電子化を更に推し進める上では確実な個人認証手段の開発と採用が不可欠とされ、生体認証のような形での情報管理も進められている。
その一方では、個人情報漏洩に代表されるセキュリティ上の問題もあり、これらの予防・対策も不可欠である。特にコンピュータネットワークの普及は情報の拡散を顕著化させたが、技術的手法と並行して、業務体制の見直しといった方策も求められる。